# Camargo (cratera)
Camargo é uma cratera marciana. Tem como característica 4.77 quilômetros de diâmetro. Deve o seu nome a Camargo, uma pequena cidade na Bolívia.